# Pete Docter
Peter Hans "Pete" Docter (født 19. oktober 1968 i Bloomington, Minnesota) er en amerikansk filminstruktør, animator, manuskriptforfatter, producer og dubber. Han er bedst kendt for at have instrueret filmene Monsters, Inc., Op og Inderst Inde, og han har været en nøgleperson og vigtig samarbejdspartner hos Pixar Animation Studios de sidste tyve år. Han er blevet nomineret til otte Oscars (vundet to), syv Annie Awards (vundet fire), fire BAFTA awards (vundet to) og en BAFTA for bedste børnefilm (som han vandt). Han har beskrevet sig selv som en "nørdet gut fra Minnesota som elsker at lave tegnefilm".

## Filmografi
- Toy Story (1995) – Historie
- Toy Story 2 (1999) – Historie
- Monsters Inc. (2001) – Instruktør / Historie
- Mike's New Car (2002) – Instruktør / Historie
- WALL-E (2008) – Historie
- Op (2009) – Instruktør
- Inderst Inde (2015) - Instruktør / Historie
- Sjæl (2020) - Instruktør / Historie